# Erich Brenner
Erich Brenner (* 31. Jänner 1930 in Wien; † 19. Februar 1995 ebenda) war ein österreichischer Volksbildner, Aquarianer und von 1980 bis zu seinem Tod im Jahre 1995 Direktor des Haus des Meeres in Wien.

## Leben und Karriere
Erich Brenner wurde am 31. Jänner 1930 als Sohn eines Siemens-Technikers in Wien geboren. Die Liebe für die Aquaristik hatte er von seiner Mutter, die bereits vor seiner Geburt zuhause ein Aquarium bewirtschaftete. Die Fische kaufte sie bei einem Herrn Hiedler in Sievering, der jahrzehntelang der einzige professionelle Tropenfischzüchter Wiens war. In seiner Kindheit besorgte Brenner für Hiedler, der einst als Matrose bei der k. u. k. Kriegsmarine tätig war, ehe er als Lokführer den k.u.k. Hofsalonzug steuerte, Futtertiere für dessen in Glashäusern eingerichtete Fischzucht. Im Alter von acht Jahren erhielt Brenner von einem Schulfreund ein eigenes Aquarium und mit 20 Jahren schrieb er sich in den Aquarianerverein Wien-Währing ein. Zu diesem Zeitpunkt besaß er bereits eine große Anzahl beheizter Becken, kam aber nie auf die Idee sich hauptberuflich mit der Fischzucht zu beschäftigen. In weiterer Folge absolvierte er die Technische Hochschule Wien und fand, wie einst sein Vater, eine Anstellung bei Siemens. Nach dreieinhalb Jahren beendete er sein dortiges Engagement und war daraufhin im Sozialwesen tätig bzw. verdiente sein Geld als Autoverkäufer. Im Jahre 1958 machte er sich als Autovermieter selbstständig. Da er nun unabhängig war, konnte er sich einerseits seinen Fischen und andererseits seiner noch immer ausgeführten Funktion im Wiener Volksbildungswerk, wo er Stellvertretender Vorsitzender der Naturwissenschaftlichen Fachgruppe war, widmen. 1973 stieg er zum Präsidenten des Dachverbandes der Wiener Aquarianer auf und legte dieses Amt erst im Jahre 1987 nach 15 Jahren zurück. Weiters war er auch langjähriger Präsident des Bundesverbandes der Aquarianer.

### Geschäftsführer/Direktor des Hauses des Meeres
Aufgrund seiner Tätigkeit als Volksbildner und Aquarianer wurde das damals noch als Verein geführte Haus des Meeres auf ihn aufmerksam, woraufhin er im Jahre 1978 in den Vorstand kooptiert wurde und ihm im Jahre 1979 der Posten des Geschäftsführers angeboten wurde. Sein Vorgänger Emmerich Schlosser verkündete im August 1979 nach Australien bzw. Neuguinea zurückkehren zu wollen, woraufhin die Suche nach einem geeigneten Nachfolger begann. Vom Wissenschaftlichen Beirat und dessen Sprecher Elmar Birkenmeier wurde mit Rainer Fesser ein Zoologe forciert; das Wiener Volksbildungswerk schlug mit Erich Brenner einen zweiten Kandidaten vor. Nach einem Hearing im Volksbildungswerk fand eine geheime Wahl unter den Vorstandsmitgliedern statt. Nach zwei unentschieden ausgehenden Wahlgängen wurde Brenner erst im dritten Wahlgang mit 3:2 stimmen und somit einer knappen Mehrheit zum neuen Geschäftsführer des Haus des Meeres gewählt. Seine Anfangszeit galt als turbulent, vor allem, da in den ersten Wochen keine gemeinsame Geschäftsführung zustande kam und  nach Verärgerung seitens der Zoologie an der Universität Wien der Wissenschaftliche Beirat zurücktrat. Darunter auch Elmar Birkenmeier, der zuvor als Sprecher sehr aktiv im Verein mitgearbeitet hatte, und den Brenner als Wissenschaftlichen Leiter vorgeschlagen hatte, während er die Kaufmännische Leitung übernehmen wollte. Durch Vermittlung des Universitätsprofessors Ferdinand Starmühlner gelang es doch noch einen neuen Beirat (mit Alfred Radda als Sprecher) zusammenzustellen. Das unter Schloss weithin existentiell gefährdete Haus des Meeres – Vivarium Wien erlebte er nach der Übernahme Brenners einen Aufschwung. Brenner verwendete die Subventionen der Stadt Wien für den Ausbau und die Innovationen und brachte dabei einen beachtlichen Modernisierungs- und Erweiterungsschub.
Am 3. März 1981 begann der Jugoslawe Kamenko Boharević (* 1957) seine Tätigkeit im Haus und wurde in weiterer Folge die rechte Hand Brenners. Im selben Jahren begann auch der Um- und Ausbau des vierten Stockwerks des Flakturms; außerdem setzte sich Brenner für die Instandsetzung bzw. Erneuerung des Aufzugs ein, der seit dem Ende des Zweiten Weltkrieges zwischen dem vierten und fünften Stockwerk festsaß und Unmengen an Schutt auf seinem Dach hatte. Dieser Schutt aus dem Zweiten Weltkrieg, der sich in vielen Bereichen des Flakturms befand, beschäftigte Brenner in den ersten Jahren seines Wirkens als Direktor. 1982 fand unter Brenners Leitung in der eben erst errichteten Giftschlangenabteilung die modernste Giftschlagenschau Europas statt. Diese war Teil eines Konzepts, das die Generalsanierung des ganzen Hauses bis zum 30-jährigen Bestehen im Jahre 1988 als Ziel hatte. Erst rückwirkend wurde Brenner per 1. Jänner 1983 der Berufstitel Direktor verliehen. Zu diesem Zeitpunkt deckte das erwirtschaftete Geld aus den Eintritten bereits 80 Prozenten der Ausgaben ab; der Rest kam durch Subventionen zustande. Zum Zeitpunkt der Übernahme Brenners hatte das Haus des Meeres – Vivarium Wien noch eine halbe Million Schilling Schulden.
Bis dahin noch alleiniger Verantwortlicher für die Ausstellungen im Haus wurde Brenner im Jahre 1984 mit dem Meidlinger Manfred Pelko ein Mitarbeiter zur Seite gestellt. Dieser war zuvor als Konkurrent in Meidling aktiv, musste aber, nachdem sein dortiges Mietverhältnis endete, ein dauerhaftes Quartier für seine Tiere finden und kam so mit dem Haus des Meeres in Verbindung. Im Jahre 1984 erhielt Brenner in seiner Funktion als Präsident des Österreichischen Verbandes für Vivaristik und Ökologie (ÖVVÖ) von einer russischen Delegation beim Symposion eine hohe Auszeichnung verliehen. Noch im gleichen Jahr erhielt er am 30. Mai für seine Leistungen in der "Naturwissenschaftlichen Fachgruppe" des Wiener Volksbildungswerkes das Silberne Verdienstzeichen der Republik Österreich. Ebenfalls 1984 wurde ihm ein Ehrenzeichen der Stadt Wien zuteil. Mitte der 1980er Jahre kam es zu Spannungen zwischen Brenner und dem Vorstand des Hauses, da Brenner meinte, dass die von anderen Zoos gespendeten Tiere sein Privatbesitz wären. Nachdem sich die Lage entspannte, übereignete Brenner die Tiere, die seiner Meinung nach sein Eigentum waren, kostenlos dem Haus des Meeres. Unter Brenners Leitung entstanden in den nachfolgenden Jahren zahlreiche Neuheiten; darunter im Jahre 1991 auch ein großes Piranhabecken. Nachdem er im Jahre 1992 geschwächt von einer Dienstreise aus Japan zurückgekehrt war, erhielt er bald darauf die Diagnose Krebs.
Im Jahre 1994 fiel Brenner krankheitsbedingt einige Zeit aus, woraufhin seine rechte Hand Kamenko Boharević die Geschäfte zeitweise übernahm. Am 19. Februar 1995 erlag der durch seine Krankheit bereits schwer gezeichnete Brenner, der einst von Konrad Lorenz als „Wiener Oberaquarianer“ bezeichnet wurde, seinem Krebsleiden. Er hinterließ seine Gattin Csilla, die in den 1990ern ebenfalls kurzzeitig im Haus des Meeres angestellt war, sowie die gemeinsame Tochter Kerstin mit Ehemann und fünf Enkelkinder. Am 28. Februar 1995 wurde er im Familiengrab auf dem Wiener Zentralfriedhof (Gruppe 62, Gruppe Erweiterung B, Reihe 7, Nummer 2) beerdigt. Noch kurz vor seinem Ableben wurde ihm vom Mariahilfer Bezirksvorsteher Kurt Pint für seine verdienstvolle Tätigkeit für den 6. Wiener Gemeindebezirk die Mariahilfer Ehrennadel verliehen. In seinen letzten zehn Jahren als Direktor konnte er dem Haus zu einer Besuchersteigerung von 40 Prozent verhelfen und war maßgeblich an der Vergrößerung und Modernisierung der Institution beteiligt. Der bisherige Terrarienkurator und Brenners bisherige rechte Hand Kamenko Boharević übernahm nach seinem Tod die Betriebsleitung. Ein Jahr nach seinem Ableben wurde eine von einem vom Wiener Volksbildungswerk beauftragten Künstler geschaffene Bronzebüste Brenners neben dem neu geschaffenen Haibecken, dessen Eröffnung Brenner nicht mehr erlebte, angebracht.

## Auszeichnungen und Ehrungen (Auswahl)
- 1984: Silbernes Verdienstzeichen der Republik Österreich
- 1984: Ehrenzeichen der Stadt Wien
- 1994/95: Mariahilfer Ehrennadel